# Karl Messner
Karl Messner (Neunkirchen, 21 januari 1923 – Oberwart, 2 januari 2016) was een Oostenrijks componist, muziekpedagoog en dirigent.

## Levensloop
Messner studeerde muziek aan de Universität für Musik und darstellende Kunst Wien en aan het conservatorium in Wenen bij onder anderen Grete Hinterhofer (piano), Otto Siegl (muziektheorie) en Walter Gmeindl alsook Karl Hudez (orkestdirectie). Hij was van 1948 tot 1956 pianoleraar en koorleider van de kerkmuziek aan het Jezuïeten-College in Kalksburg. Van 1956 tot 1988 was hij directeur van de muziekschool Oberwart en tegelijkertijd dirigent van diverse muzikale verenigingen in deze stad, bijvoorbeeld de Stadtkapelle Oberwart en de Gemischter Chor Oberwart. Van 1968 tot 1987 was hij "Landeskapellmeister" in de blaasmuziekfederatie van de Oostenrijkse deelstaat Burgenland (Burgenländischer Blasmusikverband). Hij ontving talrijke prijzen en onderscheidingen zoals de "Förderungspreis" van de stad Wenen (1955), "Kulturpreis für Musik" van de regering van de deelstaat Burgenland, de "Josef-Kotay-Medaille" en werd in 1976 tot professor benoemd.
Als componist schreef hij voor verschillende genres zoals werken voor harmonieorkest, kerkmuziek, vocale muziek, kamermuziek en muziek voor de jeugd. Hij is lid van de Österreichische Komponistenbund.
Karl Messner stierf in 2016 op 92-jarige leeftijd.

## Composities

### Werken voor orkest
- 1974 Concertino, voor trompet en kamerorkest

### Werken voor harmonieorkest
- 1969 Hymnus für Österreich, voor mannenkoor en blazers
- 1981 Serenata Primavera, voor trompet en harmonieorkest
- 1984 Glücklicher Tag, ouverture
- Adios Sevilla, Spaanse impressie
- ASVÖ-Sportlermarsch
- Aufbruch
- Fröhliche Stadtmusikanten, polka
- Glücklicher Tag, ouverture
- Gute Laune, wals
- Mein Burgenland, mars
- Rot-Gold, mars
- Unsere kleine Stadt

### Missen en andere kerkmuziek
- 1953 Messe in F, voor gemengd koor en orkest
- 1961 Selig sind die Toten, voor gemengd koor
- 1966 Dank dem Herrn, voor gemengd koor
- 1969 Deutsches Ordinarium, voor gemengd koor
- 1969 Deutsches Ordinarium zum Osterfest, voor gemengd koor
- 1969 Singen will ich dir, religieus chanson
- 1969 Zur Glockenweihe, voor gemengd koor
- 1973 Wer nur mich bekennet, motet
- 1989 Ich danke dir, mein Gott, voor gemengd koor

### Muziektheater

#### Toneelmuziek
- 1960 Die natürliche Nachtigall, muziek voor een sprookjesspel
- 1967 Rotkäppchen, muziek voor een sprookjesspel

### Vocale muziek

#### Cantates
- 1960 Frühling ist es wieder, cantate voor kinderkoor en instrumenten
- 1960 Auf du junger Wandersmann, kleine cantate
- 1974 Lied der Sonne, cantate voor gemengd koor en orkest
- 1976 Unser Haus, cantate voor gemengd koor en orkest

#### Werken voor koor
- 1952 Völker Europas, voor gemengd koor
- 1953 Ecce Sacerdos magnus, voor gemengd koor
- 1955 Die Spatzen, voor gemengd koor
- 1955 Die Fliegenmaid, voor gemengd koor
- 1955 Kinderschlaf, voor gemengd koor
- 1958 Frohsinn, voor gemengd koor
- 1960 Lob der Musik, voor gemengd koor
- 1961 Ich liebe mein Österreich, voor gemengd koor
- 1962 Bleibet im Lande, voor gemengd koor
- 1968 Hymnus an Österreich, voor gemengd koor (of mannenkoor)
- 1976 Es blüht eine Rose im Hag, voor gemengd koor
- 1981 Sieh in deine Hände, voor gemengd koor
- Das Lied von der Heimat, voor gemengd koor

#### Liederen
- Wiegenlied, voor zangstem en piano

### Kamermuziek
- 1954 Sonate, voor fagot en piano
- 1975 Bläserspiel, voor blazers
- 1976 Strijkkwartet
- 1981 Fanfare, voor zeven koperblazers en pauken
- 1982 Intrade, voor koperblazers en pauken
- 1984 Episode, voor 4 trompetten, 4 trombones, tuba, pauken en slagwerk
- 1986 Suite Nostalgie, voor blaaskwintet
- 1990 Blaaskwintet
- Spielmusik für Junge Bläser

### Werken voor piano
- 1953 Wiener Bilder, vijf stukken voor vierhandig piano
- 1954 Wiener Promenade